# Spartakistički ustanak
Spartakistički ustanak (njem. Spartakusaufstand) (ponekad zvan i siječanjski ustanak) trajao je od 5. – 12. siječnja 1919. u Berlinu u neredima nakon prvog svjetskog rata. Pod vodstvom Karla Liebknechta i Rose Luxemburg članova Spartakističke lige, vođene su ulične borbe s policijom. Ustanak je uspješno ugušila vojska. Ukupno je u nemirima u cijeloj Njemačkoj život izgubilo oko 5.000 ljudi. 